# Classe Kaiser (nave da battaglia)
La classe Kaiser era costituita da cinque navi da battaglia costruite per la Kaiserliche Marine prima della prima guerra mondiale. Servirono nella Hochseeflotte durante tutta la durata della guerra.
Erano la terza classe di navi da battaglia tedesche monocalibro, evoluzione della precedente classe Helgoland, furono la prima ad adottare le turbine a vapore per la propulsione e l'installazione di torrette su due livelli. Le cinque navi erano la SMS Kaiser, la SMS Friedrich der Grosse, la SMS Kaiserin, la SMS Prinzregent Luitpold, e la SMS König Albert. La classe Kaiser era equipaggiata con batterie che erano di calibro inferiore a quelle delle pari classe britanniche: 305 mm, in confronto ai 343 mm della classe Orion.
Tutte e cinque le navi operarono nel Mare del Nord durante la guerra; la IV.Division della III.Geschwader (IVª divisione della IIIª squadra da battaglia). Quattro di esse erano presenti alla battaglia dello Jutland mentre la SMS König Albert era ferma in cantiere. Delle quattro navi che parteciparono alla battaglia solo la Kaiser subì danni, colpita da due proietti di grosso calibro. Le navi parteciparono anche all'Operazione Albion nel Mar Baltico; durante l'operazione furono inquadrate nel IV.Geschwader, al comando del viceammiraglio Wilhelm Souchon.
Rimasero servizio fino alla fine della guerra quando furono internate con il resto della flotta tedesca a Scapa Flow nel novembre 1918. Tutte le navi della classe si autoaffondarono il 21 giugno 1919 all'ordine del contrammiraglio Ludwig von Reuter insieme al resto della flotta tedesca. Furono poi recuperate e demolite tra il 1929 ed il 1937.

## Progetto
Le navi della classe Kaiser furono finanziate con la stessa "legge navale" (Flottennovelle, in lingua tedesca) dell'Impero Tedesco della classe precedente Helgoland. La legge stabiliva la riduzione della vita operativa delle navi da 25 a 20 anni così da rendere necessaria la costruzione di nuove navi da battaglia.
Infatti le sei navi della classe Siegfried, le due della classe Odin e anche le quattro della classe Brandenburg avevano raggiunto i 20 anni di servizio. Le cinque navi della classe Kaiser avrebbero sostituito le tre navi superstiti della classe Siegfried: la SMS Hildebrand, la SMS Heimdall e la SMS Hagen, oltre alle due navi della classe Odin: la SMS Odin e la SMS Ägir.

### Caratteristiche
Le navi della classe Kaiser avevano una lunghezza a al galleggiamento di 171,8 m e fuori tutto di 172,4 m. Lo scafo era alto 29 m, ed aveva un pescaggio di 9,1 m a prua e di 8,8 m a poppa, con un dislocamento massimo di 27.000 t. La nave era dotata di una doppia carena per 88 % dello scafo e aveva 17 compartimenti stagni. L'equipaggio era composto da 41 ufficiali e 1.043 marinai. Se la nave era l'ammiraglia di squadra, imbarcava altri 14 ufficiali ed 80 marinai, mentre se ospitava il secondo nel comando di squadra, aveva due ufficiali e 23 marinai in più.
Le navi della classe Kaiser avevano buone doti marine ma erano dure sull'onda perdendo leggermente velocità in caso di forte moto ondoso. Erano pronte al timone, virando velocemente con poco timone ma soffrivano di eccessiva reazione sul timone ad angoli elevati. Con il timone al massimo, la nave perdeva fino al 66 % della velocità e sbandava fino a 8°. L'altezza metacentrica delle navi della classe Kaiser era di 2,59 m.

### Impianti
Le navi della classe Kaiser furono le prime navi da battaglia tedesche propulse con turbine a vapore. Vennero utilizzate turbine prodotte da diversi costruttori nel tentativo, da parte del ministero della marina, il Reichsmarineamt, di trovare un'alternativa al monopolio del brevetto Parsons sulle turbine. Comunque, sia la Kaiser che la Kaiserin furono dotate di turbine Parsons. La Friedrich der Grosse aveva tre gruppi di turbine AEG-Curtis, mentre la König Albert era dotata di turbine Schichau. Le turbine muovevano eliche tripala del diametro di 3,75 m su tre assi, per una velocità di progetto di 21 nodi. Le navi avevano due timoni gemelli.
Invece la Prinzregent Luitpold fu equipaggiata con due gruppi turboriduttori Parsons su due assi. Era previsto che l'asse centrale fosse mosso da un motore diesel da 12.000 Hp termici della ditta Germania a 6 cilindri a due tempi. Comunque, il motore diesel non fu pronto in tempo per installarlo sulla Prinzregent Luitpold, così la nave fu varata con solo due assi. Nei test, la Prinzregent Luitpold risultò essere sol mezzo nodo più lenta delle sue pari classe.
Il vapore era fornito da 16 caldaie Schulz-Thornycroft, tranne la Prinzregent Luitpold, che aveva solo 14 caldaie. Griglie tubolari di combustione furono installate tra il 1916 ed il 1917. Le navi con tre assi trasportavano 3.600 t di carbone, che permettevano un'autonomia massima di 7.900 miglia nautiche alla velocità di 12 nodi. La Prinzregent Luitpold aveva un bunkeraggio ridotto a 3.200 t ma era progettata per portare 400 t di nafta per il motore diesel. Con il solo motore diesel la Prinzregent Luitpold avrebbe avuto un'autonomia di 2.000 miglia a 12 noti.
L'energia elettrica era fornita da quattro gruppi turbogeneratori a vapore e due motogeneratori diesel. Per un totale di 1.800 KW, a 225 volt.

### Armamento

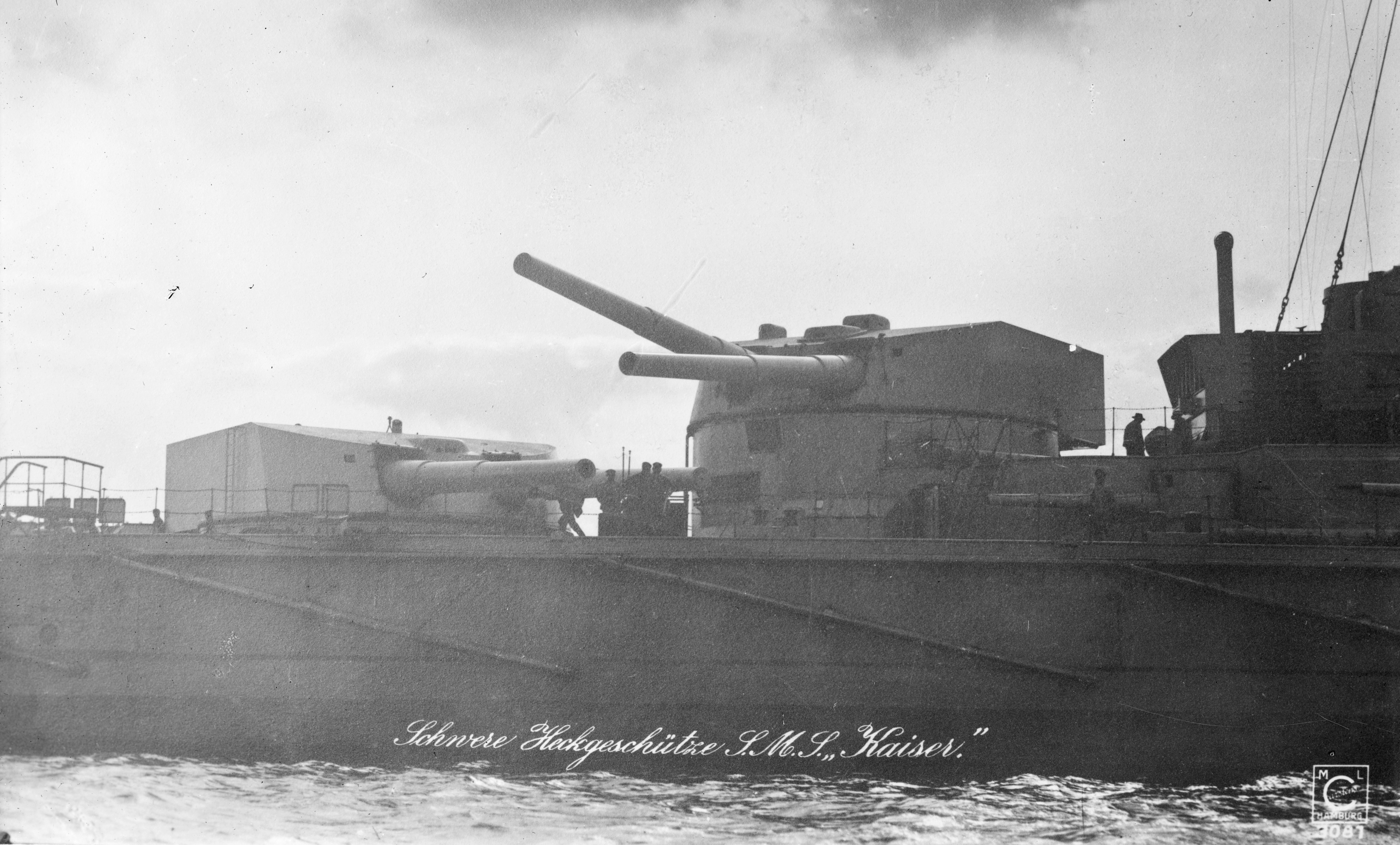
Le torrette di poppa della Kaiser

Le navi della classe Kaiser erano dotate di una batteria principale composta da dieci cannoni 305 mm SK L/50 in cinque torrette binate. Una torretta era a prua, sulla mezzeria della nave, due erano al centro della nave montate en echelon, la quarta era montata a poppa, sopraelevata rispetto alla quinta torretta. I cannoni principali erano dotati di 860 proietti, 86 per arma. I proietti pesavano 406 kg, la loro velocità alla volata era di 854 m/s. Il propellente era diviso in due cariche, la carica principale era costituita da 91 Kg di cordite tipo RP C/12 contenuta in una cartuccia d'ottone mentre la carica secondaria, contenuta in sacchi di seta, era formata da 34,5 kg di RP C/12. La cadenza di tiro si attestava tre colpi al minuto. I cannoni erano montati su culle del tipo Drh LC/1909, molto simili alle precedenti LC/1908 della classe Helgoland. L'installazione permetteva un alzo negativo di −8 gradi ed una elevazione di 13.5 gradi. Alla massima elevazione, la gittata era di 16.299 m. Le culle furono successivamente modificate ottenendo −5.5 gradi e 16 gradi. Questo portò la gittata a 20.400 m.
L'armamento secondario era di 14 cannoni da 150 mm 150 mm SK L/45, in casamatta. La dotazione era di 2.240 proietti da 45,3 kg, 160 per arma, con una velocità alla volata di 835 m/s. I cannoni da 150 mm avevano una gittata di 13.500 m all'installazione, estesa nel 1915, a 16.800 m. Inizialmente, 4 cannoni da 88 mm SL L/45 erano stati installati per la difesa contro le torpediniere ed i cacciatorpediniere, ma furono sostituiti con quattro 88 mm Flak L/45, due dei quali furono successivamente rimossi.
Come era solito nelle navi da battaglia dell'epoca, erano equipaggiate con cinque tubi lanciasiluri da 500 mm posti sotto la linea di galleggiamento, uno a prua e gli altri quattro su i due lati di bordata. I siluri, 19-20 pezzi in dotazione, erano il tipo G/6c lungo 6 m avente una testata da 160 kg, la gittata era di 5.000 m a 27 nodi di velocità e 2.200 m a 35 nodi.

### Protezione

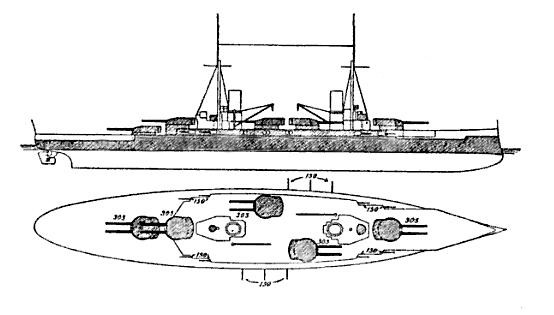
Le aree scure evidenziano le parti protette da corazza.

Le navi da battaglia della classe Kaiser erano dotate della corazzatura cementata Krupp, utilizzata nelle navi da guerra tedesche dell'epoca. La protezione del ponte variava da 10 cm sopra le parti più critiche della nave, fino a 6 cm sopra le parti meno essenziali. La corazza di murata era spessa 35 cm in corrispondenza della cittadella a centronave, e si assottigliava fino a 18 cm verso prua e a 12 cm verso poppa. Dietro la corazza di murata era presente una controcarena antisiluro spessa 4 cm (1,6 pollici). La torre di comando anteriore era pesantemente corazzata: i lati 400 mm e la copertura 150 mm. La torre posteriore era meno protetta, 200 mm e 50 mm. Anche le torrette dei cannoni erano pesantemente corazzate: 300 mm e 220 mm sul tetto. I cannoni da 150 mm erano installati in una casamatta protetta da 170 mm di corazza; i cannoni erano dotati di uno scudo da 80 mm.

## Costruzione
La capoclasse SMS Kaiser fu impostata nel cantiere navale Kaiserliche Werft di Kiel nel dicembre 1909 con il numero di cantiere 35. La nave fu varata il 22 marzo 1911 ed entrò in servizio nella Hochseeflotte il primo agosto 1912. La SMS Friedrich der Grosse seguì il 26 gennaio 1910, presso il cantiere AG Vulcan di Amburgo. Fu varata il 10 giugno 1911 ed entrò in servizio come nave ammiraglia della Hochseeflotte il 15 ottobre 1912. La SMS Kaiserin, la terza nave della classe, fu impostata presso i Howaldtswerke di Kiel nel novembre 1910. Fu varata l'11 novembre 1911 ed entrò in servizio il 14 maggio 1913.
La SMS König Albert fu impostata presso i cantieri navali di Schichau a Danzica il 17 luglio 1910, e varata il 27 aprile 1912. Entrò in servizio il 31 luglio 1913. La SMS Prinzregent Luitpold, l'ultima nave della classe, fu impostata nel gennaio del 1911 nei cantieri Germaniawerft di Kiel. Il varo si tenne il 17 febbraio 1912 ed entrò in servizio il 19 agosto 1913.

## Servizio

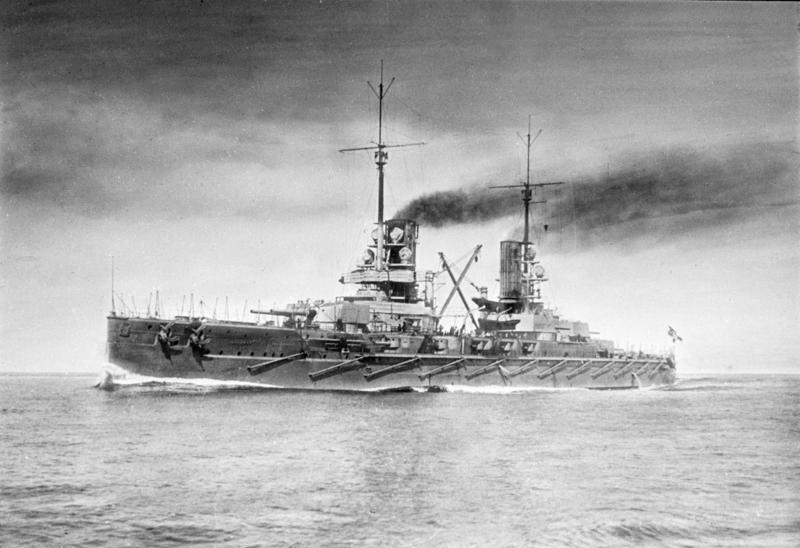
Un'illustrazione anteguerra della Prinzregent Luitpold in navigazione

### Anteguerra
Nei due anni 1913–1914 la Kaiser e la König Albert presero parte ad una grande crociera oceanica verso il Sud America ed il Sud Africa. La crociera era intesa a dimostrare la potenza coloniale dell'Impero Tedesco ed a collaudare i nuovi propulsori a turbina in crociere a lungo raggio. Entrambe le navi tornarono nelle basi del Mare del Nord prima dell'inizio della prima guerra mondiale.

## Destino finale
Tutte e cinque le navi si autoaffondarono a Scapa Flow dopo la fine della prima guerra mondiale per non cadere nelle mani degli inglesi.

## Galleria d'immagini

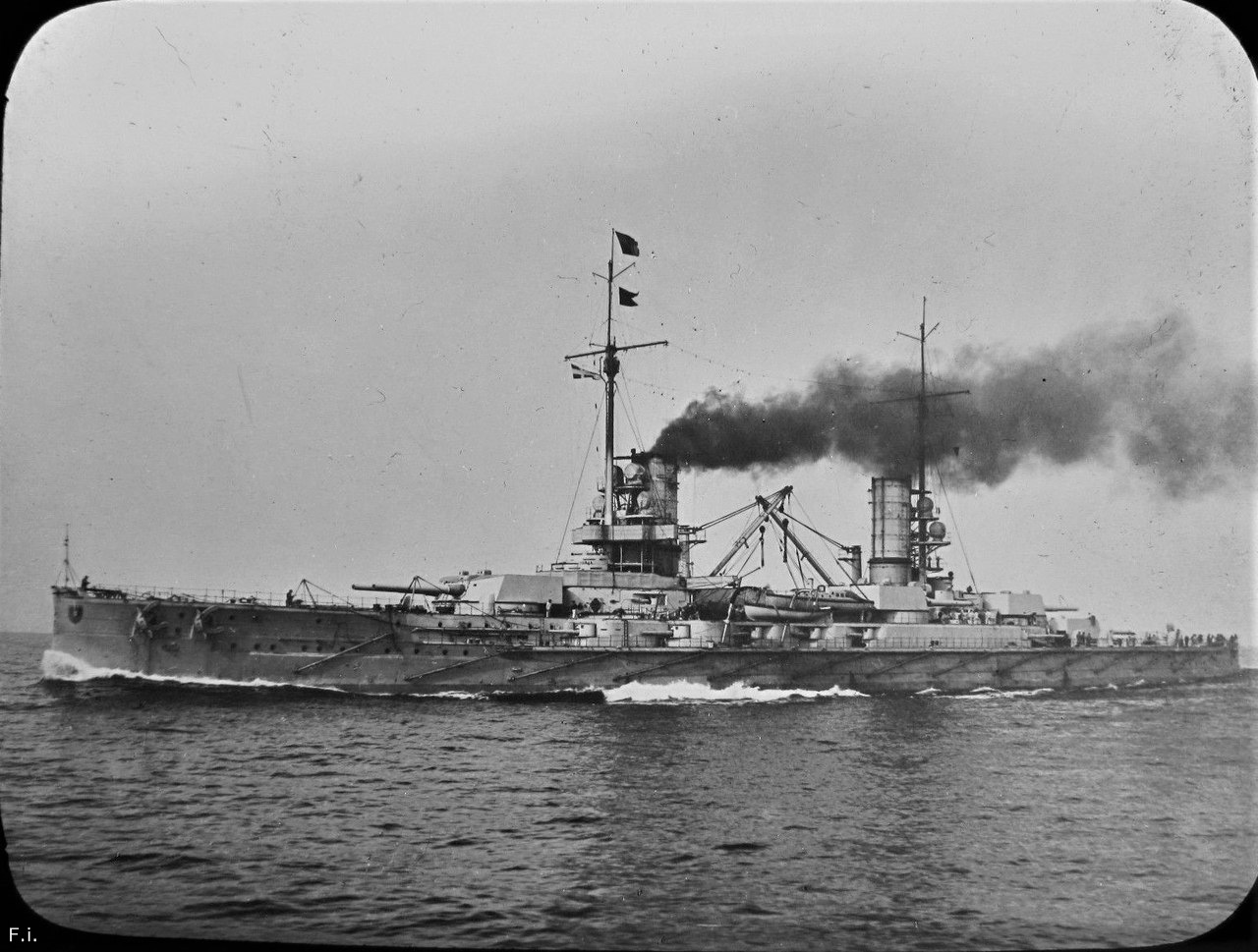
SMS Kaiser
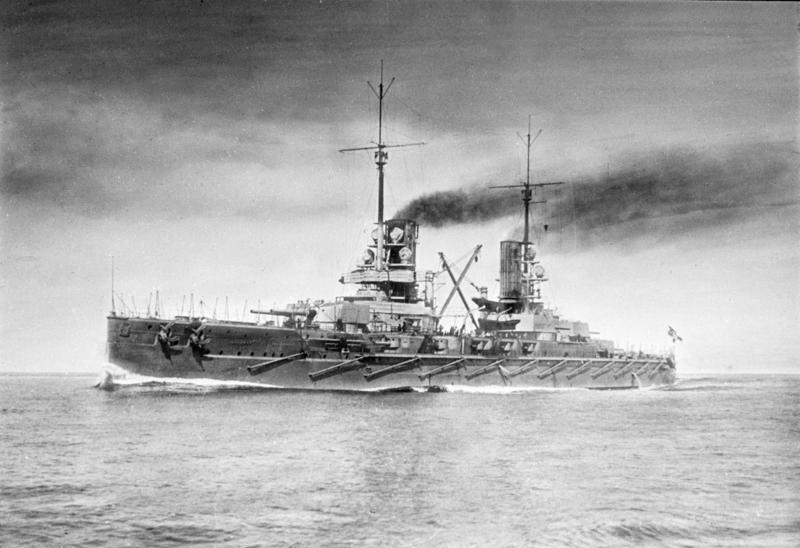
SMS Prinzregent Luitpold
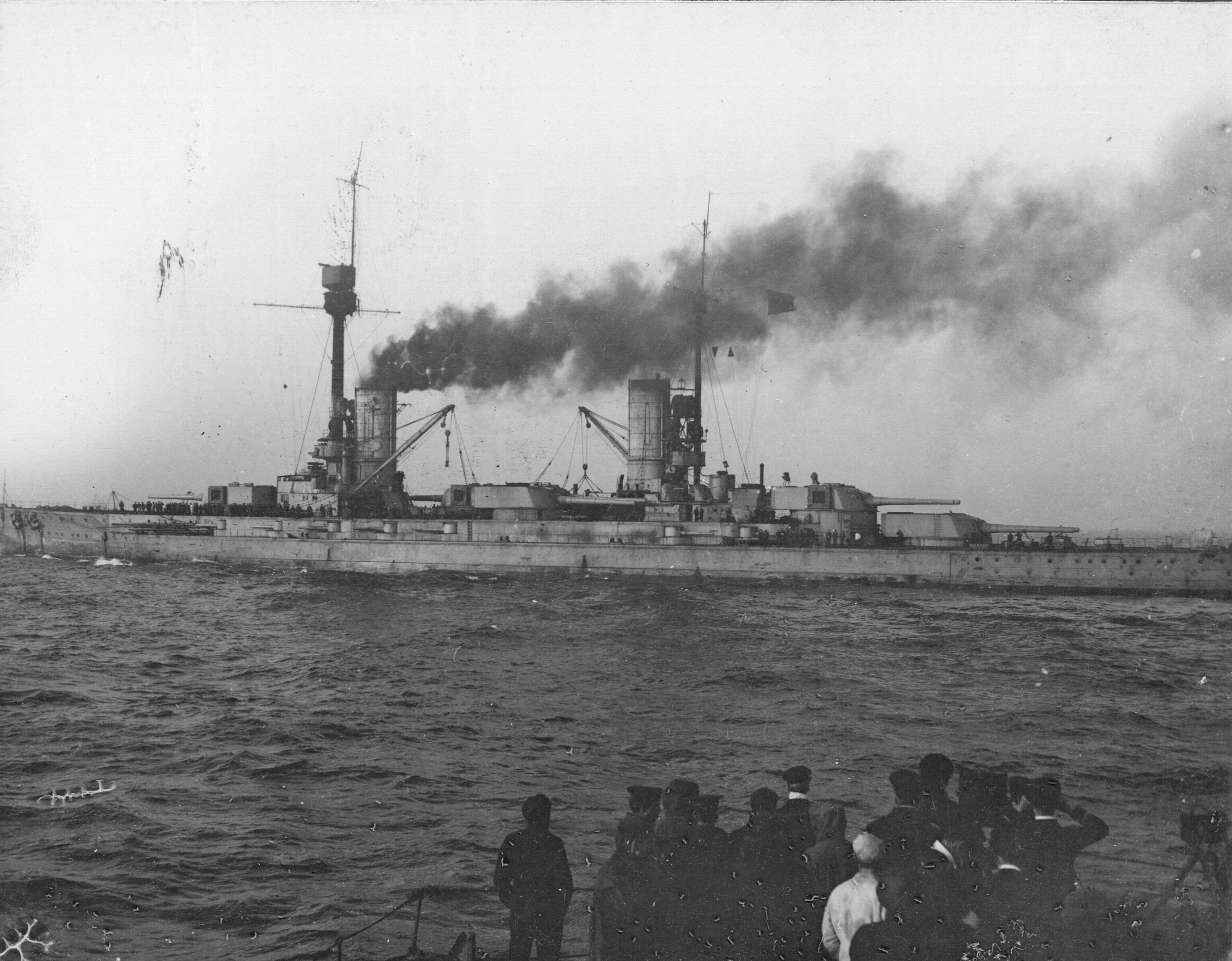

### Riferimenti
1. ↑  Gardiner & Gray, p. 28.
2. ↑  Tarrant, p. 62.
3. ↑  Tarrant, p. 296.
4. ↑  Staff, p. 151.
5. 1 2 3 4 5 6 7 8 9 10 11 12 13 14 15  Gröner, p. 26.
6. ↑  Gardiner & Gray, p. 135.
7. 1 2 3  Preston, p. 74.
8. ↑  Weir, pp. 95-96.
9. 1 2 3 4 5  Gardiner & Gray, p. 147.
10. ↑  Breyer, p. 260.
11. 1 2  Gardiner & Gray, p. 140.
12. 1 2  Staff 2010, pp. 5-6.
13. ↑  Staff 2010, p. 7.